# Соловьёв, Сергей Ефимович
Сергей Ефимович Соловьёв (1911 — после 1982) — прокурор Ленинграда, государственный советник юстиции 3-го класса.

## Биография
В 1938 окончил юридический факультет Ленинградского университета, член ВКП(б).
Был назначен прокурором районного центра в Псковской области. С 1963 до отставки в 1982 являлся прокурором Ленинграда.
В 1967-1968 принимал непосредственное участие на закрытых процессах по делу ВСХСОН, возглавляемого христианским мыслителем И. В. Огурцовым. До 1970-х проживал с женой и пятью детьми в коммуналке, затем переехал в отдельную квартиру дома № 2 по улице Добролюбова.

## Публикации
- Соловьёв С. Е., Медведев М. Н. По невидимым следам. Лениздат, 1971.
- Соловьёв С. Е., Медведев М. Н. В поисках истины. Лениздат, 1974.
- Соловьёв С. Е., Медведев М. Н. По следам преступления. Лениздат, 1981.